# حساب مدين

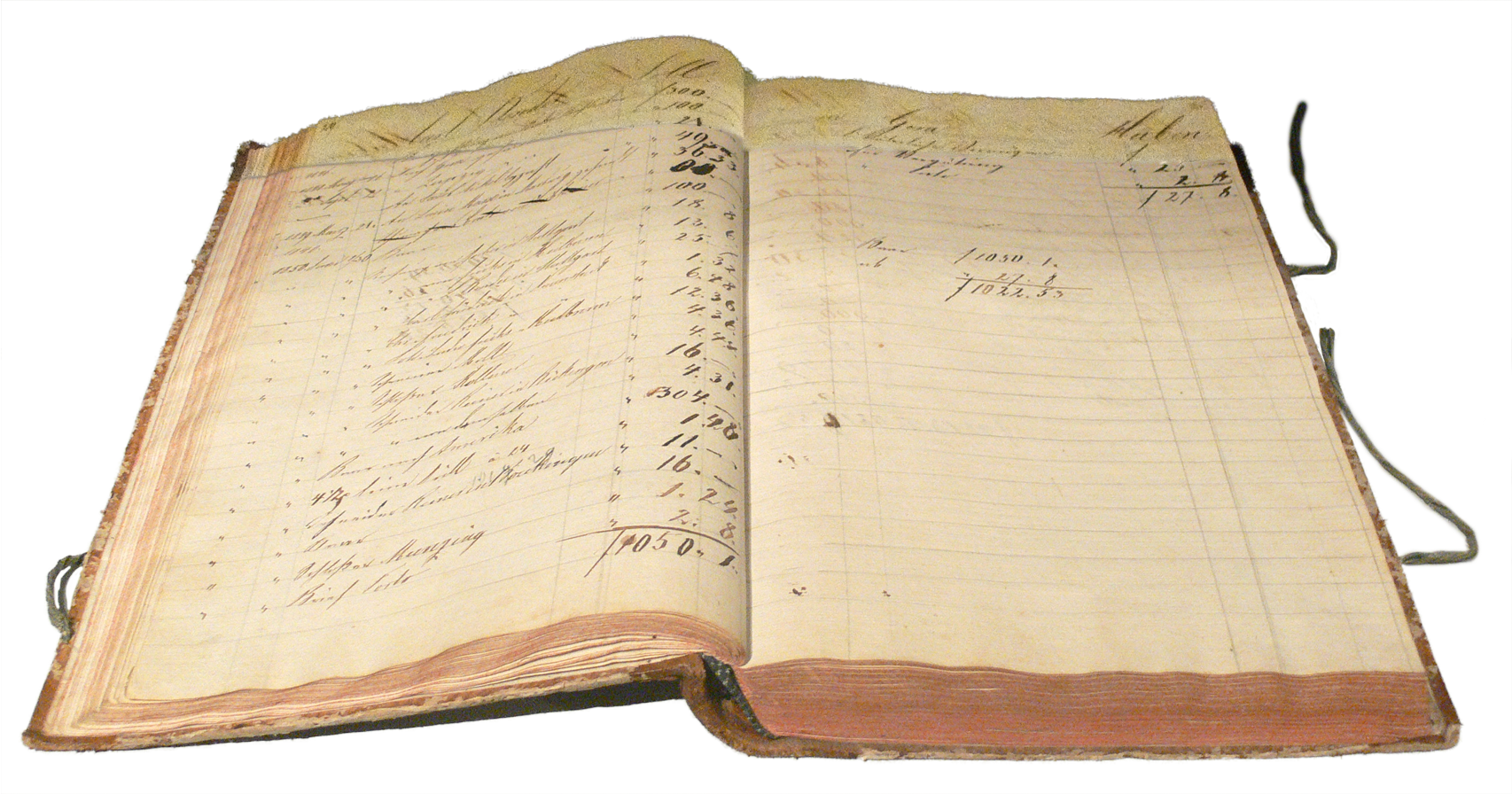

حساب مدين  أو حساب المديون (بالإنجليزية: (Accounts receivable (A/R) هو الحساب الذي على المشتري سداده إلى البائع (الدائن) عن خدمات أو بضائع اشتراها. وتجري تلك العملية في معظم العمليات التجارية بواسط إصدار فاتورة حساب وإرسالها بالبريد إلى المشتري أو بالوسائل الإلكترونية لطلب سداد المبلغ المستحق. وعلى المشتري سداد المبلغ في ظرف الوقت المسمى من البائع في طلب السداد.
ومثال على ذلك طلب السداد خلال 30 يوما (Net 30) وهذا معناه أن على المدين (المشتري) سداد القيمة المذكورة في قائمة الحساب خلال 30 يوم من يوم إصدار قسيمة الحساب. كما توجد فترات أخرى للسداد مثل «خلال 45 يوم» أو «خلال 60 يوم» (Net 60)، وتلك الفترة يحددها المتعاقدان: البائع والمشتري.
وبينما أن عملية الإصدار في طلب سداد «حساب المدين» وتسديد المبلغ إلى البائع عملية بسيطة، إلا أن عملية تحصيل حسابات المدينين وتتبعها تحتاج لأن يختص بها موظفا أو أكثر تكون وظيفته أصدار حسابات المدينين، ومتابعة تحصيلها.
وبحسب نوع الصناعة أو الشركة يمكن أن يُقبل السداد بعد انتهاء المدة المذكورة في طلب السداد بمدة 10 إلى 15 يوم. وتقوم إدارة المصنع أو الشركة بتحتيد الفترات الواجب فيها السداد، طبقا لسياستها، وقد تراعي فيها الحالة المالية للدائن.

## متابعةبالحاسوب
تتبع المؤسسات التجارية الكبيرة نظام متابعة الحسابات وسداد حساب المدينين باستخدام البرمجة الحسابية accounting software على الحاسوب، وتوجد في السوق عدة برامج جاهزة لأداء ذلك.